# Hypertrophie du moi
L'hypertrophie du moi désigne, en psychiatrie, un trouble majeur du trouble de la personnalité paranoïaque et de la paranoïa. Il se caractérise chez le sujet par une surestimation de ses propres capacités, un autoritarisme marqué, de la psychorigidité, de l'autophilie et une faible affectivité.
Les personnes atteintes de ce trouble tendent à imaginer qu'elles sont capables de réaliser des prouesses et qu'elles possèdent des aptitudes rares. En cas d'inadéquation entre la grandeur de leurs aspirations et la modestie de leurs accomplissements, ces individus s'obstinent dans leur croyance en pensant être bridés par autrui.